# Elgin Lessley
Elgin Lessley (parfois crédité comme Lesly, Lessly ou Leslie) né le 10 janvier 1893 dans le Missouri et décédé le 8 février 1944 à Los Angeles, en Californie, est un cadreur et directeur de la photographie américain. Il est surtout connu pour sa participation aux films de Buster Keaton qui le surnomme « le métronome humain » pour sa dextérité à la manipulation de la caméra.

## Biographie
Né dans le Missouri, Elgin Lessley s'installe avec sa famille dans le Colorado où il débute comme magasinier dans le magasin familial.
En 1911, à l'âge de 28 ans, Elgin devient cadreur à la Méliès Star Company, la branche américaine de la Star Film de Georges Méliès dirrigée par Gaston Méliès, son frère. À cette occasion, en 1912, il accompagne ce dernier à travers l'Asie pour filmer des reportages.
En 1913, il entre comme cadreur à The Keystone Film Company dirrigée par Mack Sennett. Le métier de directeur de la photographie n'est pas à l'époque clairement défini et se confond avec celui de cadreur et n'est que rarement crédité. C'est à la Keystone qu'il rencontre Roscoe Arbuckle et Mabel Normand avec lesquels il collabore souvent jusqu'à leur départ. Il reste alors à la Triangle Film Corporation qui a absorbé la Keystone mais continue de travailler avec Roscoe Arbuckle à la Comique Film Corporation que ce dernier vient de créer. C'est là qu'il rencontre naturellement Buster Keaton et poursuit sa carrière à ses côtés lorsqu'il transforme la Comique en Buster Keaton Comedies et devient son cadreur attitré. En 1925, il travaille avec les débutants Frank Capra et Harry Langdon.
En 1928, après un dernier film avec Buster Keaton, Le Cameraman, il cesse son activité pour s'occuper de sa femme malade. Elgin Lessley décède le 8 février 1944 d'une crise cardiaque à l'âge de 61 ans. 

## Filmographie
- 1916 : Le Cauchemar de Fatty (He Did and He Didn't) de Roscoe Arbuckle (CM) (non crédité)
- 1916 : Le Bal des domestiques (en) (The Waiters' Ball) de Roscoe Arbuckle (CM)
- 1917 : A Self-Made Hero de Ferris Hartman (CM)
- 1917 : The Stone Age de Ferris Hartman (CM)
- 1917 : A Winning Loser de Ferris Hartman (CM)
- 1917 : His Criminal Career de Ferris Hartman (CM)
- 1917 : A Laundry Clean-Up de Ferris Hartman (CM)
- 1917 : A Royal Rogue de Robert P. Kerr et Ferris Hartman (CM)
- 1917 : Dangers of a Bride de Clarence G. Badger et Ferris Hartman (CM)
- 1917 : Un automate très autonome (A Clever Dummy) de Herman C. Raymaker et Ferris Hartman (CM)
- 1917 : A Phantom Husband de Ferris Hartman (comme Elgin Lesly)
- 1917 : Framing Framers de Henri D'Elba et Ferris Hartman
- 1918 : Fatty groom (The Bell Boy) de Roscoe Arbuckle (CM)
- 1918 : Her Decision de Jack Conway
- 1918 : High Stakes d'Arthur Hoyt
- 1918 : You Can't Believe Everything de Jack Conway
- 1918 : Marked Cards de Henri D'Elba (comme Elgin Leslie)
- 1918 : Alias Mary Brown de William C. Dowlan et Henri D'Elba (comme Elgin Leslie)
- 1918 : Daughter Angele de William C. Dowlan (comme Elgin Lessly)
- 1918 : The Atom de Frank Borzage
- 1918 : Irish Eyes de William C. Dowlan (comme Elgin Leslie)
- 1919 : Fatty cabotin (Back Stage) de Roscoe Arbuckle (CM)
- 1919 : Un garçon séduisant (The Hayseed) de Roscoe Arbuckle (CM)
- 1920 : Le Garage infernal (The Garage) de Roscoe Arbuckle (CM)
- 1920 : La Maison démontable (One Week) de Buster Keaton et Edward F. Cline (CM)
- 1920 : Malec champion de golf  (Convict 13) de Buster Keaton et Edward F. Cline (CM)
- 1920 : L'Épouvantail (The Scarecrow) de Buster Keaton et Edward F. Cline (CM) (non crédité)
- 1920 : La Voisine de Malec (Neighbors) de Buster Keaton et Edward F. Cline (CM)
- 1921 : Malec chez les fantômes (The Haunted House) de Buster Keaton et Edward F. Cline (CM)
- 1921 : The Servant in the House de Jack Conway
- 1921 : La Guigne de Malec (Hard Luck) de Buster Keaton et Edward F. Cline (CM)
- 1921 : Malec champion de tir (The High Sign) de Buster Keaton et Edward F. Cline (CM) (non crédité)
- 1921 : Malec l'insaisissable (The Goat) de Buster Keaton et Malcolm St. Clair (CM)
- 1921 : Frigo fregoli (The Play House) de Buster Keaton et Edward F. Cline (CM) (non crédité)
- 1921 : Frigo capitaine au long cours (The Boat) de Buster Keaton et Edward F. Cline (CM) (non crédité)
- 1922 : Malec chez les Indiens (The Paleface) de Buster Keaton et Edward F. Cline (CM) (non crédité)
- 1922 : Frigo déménageur (Cops) de Buster Keaton et Edward F. Cline (CM)
- 1922 : Le Neuvième Mari d'Eléonore (My Wife's Relations) de Buster Keaton (CM) (non crédité)
- 1922 : Malec forgeron (The Blacksmith) de Buster Keaton et Malcolm St. Clair (CM) (non crédité)
- 1922 : Frigo l'esquimau (The Frozen North) de Buster Keaton et Edward F. Cline (CM)
- 1922 : Frigo à l'Electric Hotel (The Electric House) de Buster Keaton et Edward F. Cline (CM) (non crédité)
- 1922 : Grandeur et Décadence (Day Dreams) de Buster Keaton et Edward F. Cline (CM) (non crédité)
- 1923 : Malec aéronaute (The Balloonatic) (CM) de Buster Keaton et Edward F. Cline
- 1923 : Frigo et la Baleine (The Love Nest) (CM) de Buster Keaton et Edward F. Cline
- 1923 : Les Trois Âges (Three Ages) de Buster Keaton et Edward F. Cline
- 1923 : Les Lois de l'hospitalité (Our Hospitality) de Buster Keaton et John G. Blystone
- 1924 : Sherlock Junior (Sherlock Jr.) de Buster Keaton
- 1924 : La Croisière du Navigator (The Navigator) de Buster Keaton et Donald Crisp
- 1925 : Fiancées en folie (Seven Chances) de Buster Keaton
- 1925 : Ma vache et moi (Go West) de Buster Keaton
- 1926 : Plein les bottes (Tramp, Tramp, Tramp) de Harry Edwards et Frank Capra
- 1926 : L'Athlète incomplet (The Strong Man) de Frank Capra
- 1927 : Sa dernière culotte (Long Pants)  de Frank Capra
- 1927 : Papa d'un jour (Three's a Crowd) de Harry Langdon
- 1928 : The Chaser de Harry Langdon
- 1928 : L'Opérateur (The Cameraman) de Buster Keaton et Edward Sedgwick